# Curahgrinting
Curahgrinting is een bestuurslaag in het regentschap Probolinggo van de provincie Oost-Java, Indonesië. Curahgrinting telt 4107 inwoners (volkstelling 2010).